# 衛展
衛展（?—?），字道舒，晋朝河东郡安邑县（今山西省夏县西北）人，卫瓘族子，卫恒族弟，彭城護軍衛列之孫，廣平縣令卫韶之子，衛鑠之兄。
衛展初为尚书郎、南阳郡太守。晋怀帝永嘉年间，为江州刺史，永嘉五年（311年），晋怀帝被汉赵所俘，王敦等推司马睿为盟主，江州刺史华轶不从。衛展与豫章郡太守周广潜率军袭杀华轶。官至晋王（司马睿）大理。诏书有拷问儿子证明父罪，还有鞭打父母问儿子所在之事，衛展以为会伤害礼教，上奏废除。东晋建立，司马睿即位为晋元帝，衛展为廷尉。上疏请恢复肉刑。卒赠光禄大夫。有《卫展集》。